# Иголкин, Пётр Иванович
Пётр Иванович Иголкин (20 июня 1900, с. Синьково, Московская губерния, Российская империя — 15 июля 1970, Москва, СССР) — советский военачальник, генерал-лейтенант (03.08.1953).

## Биография
Родился 20 июня 1900 года в селе Синьково, ныне в Раменском районе Московской области. Русский.
27 сентября 1918 года добровольно поступил на службу в РККА, принимал участие в Гражданской войне. В 1920—1921 гг. — начальник связи артиллерийского дивизиона в составе войск Петроградского укрепрайона. После войны продолжил службу в РККА на различных должностях. В 1936 году окончил Военную академию механизации и моторизации РККА (учился на одном курсе с будущим полководцем И. Д. Черняховским). В 1939 году принял участие в Польском походе Красной армии. С августа 1940 года служит в штабе Прибалтийского Особого военного округа. Член ВКП(б) с 1940 года.
С началом Великой Отечественной войны назначен заместителем начальника оперативного отдела штаба Северо-Западного фронта. В первых сражениях 1941 года войска фронта противостояли наступлению немецко-фашистской группы армий «Север» и части сил группы армий «Центр» и отошли к Западной Двине. В июле войска фронта нанесли контрудар под Сольцами, а в августе нанесли контрудар под Старой Руссой. В сентябре войска Северо-Западного фронта несли оборону на демянском направлении против войск группы армий «Север». За эти бои полковник Иголкин был награждён орденом Красной Звезды.
В ходе контрнаступления советских войск зимой 1941—1942 гг. войска Северо-Западного фронта провели в январе 1942 года Торопецко-Холмскую операцию, в результате которой к концу февраля 1942 года старорусская и демянская группировки противника были разъединены, а 6 немецких дивизий в районе Демянска были окружены. За планирование и осуществление этой операции Иголкин был награждён орденом Красного Знамени. В мае 1942 года Иголкин был назначен начальником оперативного отдела штаба Северо-Западного фронта. 14 октября 1942 года ему было присвоено воинское звание — генерал-майор. В феврале 1943 года принял участие в Демянской наступательная операции, в марте того же года в Старорусской операции. 10 ноября 1943 года генерал-майор Иголкин был назначен начальником штаба Северо-Западного фронта, однако в конце года фронт был расформирован, а Иголкин выведен в резерв Ставки Верховного Главнокомандования.
24 февраля 1944 года- назначен начальником оперативного управления 2-го Белорусского фронта. 15 марта фронт перешёл в наступление, нанося главный удар в стык немецким группам армий «Центр» и «Юг». В ходе Полесской операции фронт не смог выполнить поставленных задач, однако сковал крупные немецкие силы и создал благоприятные условия для дальнейшего наступления в Белоруссии.
24 апреля 1944 года- назначен начальником оперативного управления 3-го Белорусского фронта. В ходе Белорусской операции 1944 года фронт провёл Витебско-Оршанскую, Вильнюсскую и Каунасскую операции. Его войска продвинулись на глубину 500 км, освободили города Витебск, Орша, Борисов, Минск, Молодечно, Вильнюс, Каунас и другие, вышли к государственной границе СССР с Восточной Пруссией. За успешное планирование и осуществление указанных операций генерал-майор Иголкин был награждён орденом Суворова II степени.
В начале октября 1944 года фронт участвовал в Мемельской операции, в результате которой была изолирована и прижата к Балтийскому морю курляндская группировка противника. Во второй половине октября 1944 года силами фронта была проведена Гумбиннен-Гольдапская операция, в ходе которой войска фронта продвинулись на глубину от 30 до 60 км в Восточную Пруссию и в Северо-Восточную Польшу, овладели городами Шталлупенен (Нестеров), Голдап, Сувалки. В январе-апреле 1945 года войска фронта участвовали в Восточно-Прусской стратегической операции, в ходе которой 13-21 января провели Инстербургско-Кёнигсбергскую операцию. Во взаимодействии со 2-м Белорусским фронтом они прорвали глубоко эшелонированную оборону, продвинулись на глубину 70-130 км, вышли на подступы к Кёнигсбергу и блокировали восточно-прусскую группировку противника, а затем (13-29 марта) ликвидировали её и вышли к заливу Фришес-Хафф. С 6 по 9 апреля 1945 года войска фронта провели Кёнигсбергскую операцию, в результате которой штурмом овладели крепостью и городом Кёнигсберг (ныне — Калининград). За успешное планирование и осуществление указанных операций генерал-майор Иголкин был награждён орденом Кутузова I степени.
После войны продолжил службу на руководящих должностях в Генеральном штабе ВС СССР, одновременно являлся членом редколлегии журнала «Военная мысль». С 22 апреля 1961 года генерал-лейтенант Иголкин в отставке. Проживал в Москве.
Умер 15 июля 1970 года в Москве, похоронен там же на Новодевичьем кладбище.

## Награды
СССР
- орден Ленина (21.02.1945)[4][5]
- три ордена Красного Знамени (03.05.1942[6], 03.11.1944[7][5], 20.06.1949[8][5])
- орден Кутузова I степени (19.04.1945)[9][10][11]
- орден Суворова II степени (04.07.1944)[12]
- орден Отечественной войны I степени (03.06.1944)[13]
- орден Красной Звезды (06.11.1941)[14]
  - медали в том числе:
  - «XX лет Рабоче-Крестьянской Красной Армии» (1938)[13]
  - «За победу над Германией в Великой Отечественной войне 1941—1945 гг.» (1945)[8]
  - «За взятие Кёнигсберга» (1943)[8]

Других государств
- медаль «Китайско-советская дружба» (КНР)[15]